# Väinö Tanner

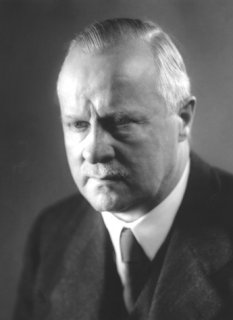

Väinö Alfred Tanner (Helsinki, 12 maart 1881 - aldaar, 19 april 1966) was een Fins politicus.

## Levensloop
Hij studeerde rechten en economie. In 1907 werd hij voor de nieuw opgerichte reformistisch-socialistische sociaaldemocratische Partij (SDP) in de Finse Landdag gekozen.
Bij de verkiezingen van 1917 werd de SDP de grootste partij en riep Finland de onafhankelijkheid uit en verbrak de banden met Rusland. De linkervleugel van de Finse sociaaldemocraten stapten echter uit de SDP en steunden de Finse radenrepubliek van de communisten. Daarna brak er een burgeroorlog uit tussen de burgerlijke partijen en de linkse socialisten die in het voordeel van de eersten werd beslecht. De SDP werd aanvankelijk buiten de regering gehouden - ondanks dat de rechtervleugel van de partij zich buiten de strijd had gehouden - maar in 1926 konden de sociaaldemocraten een coalitiekabinet vormen onder Tanner. Tanner bleef tot november 1927 minister-president. Tussen 1937 en 1944 bekleedde hij diverse ministerposten. Hij was lid van de delegatie die met de Sovjet-Unie onderhandelde om een oorlog te voorkomen. Uiteindelijk slaagden de Finse onderhandelaars er niet in de oorlog te voorkomen en in 1939 viel de USSR Finland aan: de Winteroorlog was uitgebroken. De Finnen hielden tot het voorjaar stand tegen de Russen, maar moesten zich daarna overgeven en grote stukken van Oost-Finland (Karelië) afstaan aan de Sovjet-Unie. Sindsdien streefden een aantal vooraanstaande politici, waaronder Tanner, ernaar om de verloren gegane stukken land te heroveren.
Toen Duitsland in juni 1941 de Sovjet-Unie aanviel, koos Finland ervoor om aan de zijde van de Duitsers te vechten. Tanner, en de overige regeringsleden, streefden er echter slechts naar om de verloren gebieden opnieuw in te lijven, zij streefden niet naar annexaties van grote stukken van Rusland. Dit was de enige reden waarom de Finse regering de kant van de Duitsers koos. Tanner en de Finse politici waren geenszins fascistisch. De democratie bleef grotendeels in Finland bewaard, hoewel de president wel met volmachten regeerde.
In 1944 sloot de nieuwe Finse president, Mannerheim, een wapenstilstand met de Russen. De Russen eisten deelname van de volksdemocraten (Finse linkse-socialisten en communisten) aan de regering en de bestraffing van de collaborerende politici, waaronder Tanner. In 1946 werd Väino Tanner tot vijfenhalf jaar gevangenisstraf veroordeeld, maar verkreeg in 1948 amnestie.
In 1951 werd Tanner in de rijksdag gekozen voor de sociaaldemocraten. Van 1957 tot 1963 was hij voorzitter van de SDP. In die hoedanigheid onderdrukte hij de linkervleugel van die partij en hield hij vast aan de pro-westerse en anti-Russische koers van de partij.
In 1963 trok Tanner zich uit de politiek terug.